# Centro di documentazione di Firenze
Il Centro di Documentazione di Firenze fu un'organizzazione della cosiddetta sinistra extraparlamentare che operò nella città toscana nei primi anni Settanta.

## Le origini
Il Centro di Documentazione di Firenze venne costituito nel 1970 a Firenze essenzialmente da collettivi di studenti delle scuole medie superiori, usciti dallo PSIUP alla fine del 1970. Il gruppo, animato alla costituzione da Loris Masi, Daniele Massa, Alvaro Masseini, Filippo Strati  e Vincenzo Simoni, dopo aver tentato invano per l'ostilità del PCI e dello PSIUP di trovare una collocazione all'interno delle Case del Popolo di Firenze, aprì una sede in via dei Pepi 58 rosso. In realtà il nuovo gruppo formatosi si chiamava in un altro modo Gruppi di Azione Proletaria e tale rimase fin alla morte di Feltrinelli , il nome fu cambiato poco prima non per dissociarsi dai fatti che lo avevano coinvolto , ma solo per motivi politici , in quanto alcuni dei membri che facevano capo al nucleo originario uscirono dai gruppi dei collettivi e fu allora che prese il nome di Centro di Documentazione .
L'attività del Centro di Documentazione era fortemente caratterizzata dalla volontà di non costituire un'organizzazione che si affiancasse alle tante che in quegli anni nascevano, ma di promuovere un forte movimento dal basso, che coinvolgesse anche i consigli di fabbrica, favorendo così un rinnovamento della sinistra.
I collettivi studenteschi del Centro di Documentazione svolsero un ruolo rilevante nel movimento studentesco fiorentino, con una presenza significativa in molte scuole della città (fra cui il Liceo scientifico L. Da Vinci, Liceo classico Dante, istituti tecnici come il Galilei, Duca d'Aosta, ITI, ITT e molti istituti professionali). Fra l'altro riuscirono a promuovere rapporti continuativi con alcuni Consigli di Fabbrica, in particolare con quello della STICE (Zanussi) e del Nuovo Pignone.
Accanto ai collettivi studenteschi contribuirono all'esperienza del Centro di documentazione - seppur in misura diversa e con rapporti mutevoli nel tempo - molti collettivi di quartiere (S. Frediano, Lippi, S. Croce, ecc.) e un collettivo operaio composto da numerosi operai e delegati delle fabbriche fiorentine.
I militanti del Centro dedicarono non pochi sforzi anche ad allargare la rete dei rapporti politici fuori della cerchia cittadina, intrattenendo in particolare rapporti con gruppi e collettivi toscani (fra cui i collettivi operai di Signa, della Val Bisenzio e di Colle di Val d'Elsa), ma anche con esperienze simili in altre parti d'Italia, in particolare con la Sinistra Studentesca di Torino e con l'omonimo Centro di documentazione sempre di Torino.

## La crisi del gruppo originario e lo sviluppo di nuove esperienze

### L'adesione ai gruppi della sinistra extraparlamentare
Dopo qualche anno, parte del nucleo costituente, considerata conclusa la fase politica susseguente alla crisi dello PSIUP che aveva portato alla uscita da quel partito, partecipò alla costruzione del Nuovo PSIUP e successivamente del Partito di Unità Proletaria. Altri confluirono in altri gruppi, in particolare Lotta Continua e Avanguardia Operaia.

### Un nuovo centro di documentazione
Un gruppo continuò invece sul percorso originario, con un'importante presenza nelle scuole superiori (organizzata nel Collettivo studentesco di lavoro politico, molto attivo nelle scuole professionali ma anche in alcuni licei e istituti tecnici) e con alcuni collettivi di quartiere. In particolare questo avvenne nei quartieri di Campo di Marte, Pignone-Monticelli e S. Jacopino dove, accanto ad un impegno su vari aspetti della vita della città e dentro i vari comitati di quartiere, ci fu il tentativo di stabilire un rapporto organico con la classe operaia di molte piccole fabbriche e laboratori artigiani di quelle zone. L'attività dei collettivi fu sorretta da alcune semplici analisi sulla situazione economica e sociale italiana e fiorentina, non prive, però, di intuizioni significative e di una qualche originalità sul ruolo della piccola impresa nel capitalismo italiano e sull'importanza del cosiddetto "decentramento produttivo" nell'ambito dei processi di ristrutturazione industriale in atto. Il risultato politico fu complessivamente modesto, ma con alcune significative eccezioni che videro i militanti dei collettivi stringere rapporti importanti con operai e delegati sindacali di piccole aziende metalmeccaniche, della pelletteria o del commercio.
Anche in quest'ultima fase il centro di documentazione di Firenze mantenne rapporti significativi con realtà analoghe in Toscana come Circolo La Comune del Mugello (fra l'altro nel 1975 i due gruppi promossero e pubblicarono insieme un volume sulla lotta partigiana in provincia di Firenze: Più in là : ventitré partigiani sulla lotta nel Mugello a cura del Circolo La comune del Mugello e del Centro di documentazione di Firenze) ed altre parti d'Italia, in particolare a Roma (Circolo culturale Montesacro ) e Torino.

## Fine anni Settanta e inizio degli anni Ottanta: l'esaurirsi di una esperienza politica
Il declino definitivo di questa esperienza coincise con la generale crisi dei movimenti e dei gruppi della sinistra radicale e con l'esplodere degli anni di piombo. Successivamente il Centro di documentazione abbandonò il ruolo di riferimento di collettivi studenteschi, assumendo nel 1984 un reale ruolo di documentazione, contribuendo così alla nascita del Centro studi politici e sociali - Archivio storico "Il sessantotto”, nel quale confluirono tutti i fondi documentari conservati nel Centro stesso e che trovò la prima sede proprio nei locali che per quasi quindici anni avevano ospitato l'attività del Centro.